# Hollbrucker Spitze
Hollbrucker Spitze (italsky Cima di Pontegrotto) o nadmořské výšce 2580 m je jedním z nejzápadnějších vrcholů hlavního hřebene Karnských Alp. Hollbrucker Spitze spolu se svým vedlejším vrcholem Hollbrucker Eck, který se nachází asi 500 m severněji, tvoří velmi pěkný hřeben s exponovaným traverzem. Hřeben pokračuje na sever směrem k Zenzer Spitze a je prvním (nebo nejzápadnějším) severním bočním hřebenem Karnských Alp.
Hlavním lákadlem Hollbrucker Spitze je jeho blízkost k Sextenským Dolomitům. Za pěkného počasí je odtud krásný výhled zblízka na Elferkofel, Cima Bagni, Dreischusterspitze a Haunold. Na severu sahá výhled daleko do pohoří Hohe Tauern, na severovýchodě ukazují své vertikální tváře Lienzské Dolomity. 
Vzhledem k tomu, že se Hollbrucker Spitze a okolní vrcholy nacházejí na hranici mezi Rakouskem a Itálií, probíhaly zde za první světové války těžké boje, po kterých se dochovaly zbytky válečných opevnění, zničených pevností, jeskyní a zákopů. Na obou stranách hranice dodnes existují stezky, po kterých se dopravovaly zásoby na frontové pozice. V průsmyku Hochgränten se nachází válečný hřbitov - nejvýše položený v Alpách (2429 m) - s výhledem na jezero ve tvaru srdce. Jsou zde pohřbeni rakouští a maďarští vojáci s vystavenou pionýrskou výstrojí.